# ویلسون، شهرستان پاپ، آرکانزاس
ویلسون (به انگلیسی: Wilson) یک منطقهٔ مسکونی در ایالات متحده آمریکا است که در شهرستان پوپ، آرکانزاس واقع شده‌است. ویلسون ۹۴ متر بالاتر از سطح دریا واقع شده‌است.